# Tatia dunni
Tatia dunni és una espècie de peix de la família dels auqueniptèrids i de l'ordre dels siluriformes.

## Morfologia
Els mascles poden assolir els 12 cm de llargària total.

## Distribució geogràfica
Es troba a Sud-amèrica: riu Amazones a l'Equador, Colòmbia i Brasil, i riu Caquetà a Colòmbia.